# Viscosia meridionalis
Viscosia meridionalis är en rundmaskart som beskrevs av Hans August Kreis 1932. Viscosia meridionalis ingår i släktet Viscosia och familjen Oncholaimidae. Inga underarter finns listade i Catalogue of Life.